# Magnus Andersson (labdarúgó, 1958)
Magnus Andersson (1958. április 23. –) svéd válogatott labdarúgó.

## Pályafutása

### A válogatottban
1977 és 1987 között 11 alkalommal szerepelt a svéd válogatottban és egy gólt szerzett. Részt vett az 1978-as világbajnokságon.

## Sikerei, díjai
Malmö FF
- Svéd bajnok (5): 1974, 1975, 1977, 1986, 1988
- Svéd kupa (7): 1974, 1975, 1978, 1980, 1984, 1986, 1989
- Bajnokcsapatok Európa-kupája döntős: 1978–79
- Interkontinentális kupa
  - döntős: 1979

Egyéni
- Guldbollen (1): 1977